# Rudd Pyles
James Rudd Pyles (23 marzo 1949) è un ex sciatore alpino statunitense.

## Biografia
Discesista puro originario di Frisco e fratello di Scott, a sua volta sciatore alpino, entrò nella nazionale statunitense nel 1969; in Coppa del Mondo esordì il 14 dicembre 1969 a Val-d'Isère classificandosi 6º e tale risultato sarebbe rimasto il migliore di Pyles nel massimo circuito internazionale, nel quale ottenne un solo altro piazzamento a punti: il 21 febbraio dello stesso anno a Jackson Hole (10º). Ai Mondiali di Val Gardena 1970, sua unica presenza iridata, si classificò all'11º posto. L'ultimo piazzamento della sua carriera agonistica fu 42º posto ottenuto nella discesa libera di Coppa del Mondo disputata il 26 febbraio 1972 a Crystal Mountain e in quella stessa stagione 1971-1972 in Can-Am Cup vinse la classifica della medesima specialità; non prese parte a rassegne olimpiche e dopo il ritiro partecipò al circuito professionistico nordamericano (Pro Tour).

## Palmarès

### Coppa del Mondo
- Miglior piazzamento in classifica generale: 43º nel 1970

### Can-Am Cup
- Miglior piazzamento in classifica generale: 5º nel 1972[6]
- Vincitore della classifica di discesa libera nel 1972[senza fonte]

### Campionati statunitensi
- 1 medaglia (dati parziali):
  - 1 argento (discesa libera[2] nel 1972)